# Fernando Bob
Fernando Paixão da Silva, mais conhecido como Fernando Bob (Cabo Frio, 7 de janeiro de 1988), é um ex-futebolista brasileiro que atuava como volante.
Ganhou o apelido de Bob por sua semelhança com o protagonista homônimo do desenho animado O Fantástico Mundo de Bobby.

## Carreira

### Fluminense
Revelado nas categorias de base do Fluminense em 2006, Fernando Bob foi por diversas vezes emprestado à clubes brasileiros.

### Atlético Goianiense
Em janeiro de 2012, foi contratado por empréstimo pelo Atlético Goianiense. Atuou poucas vezes na equipe principal até que foi dispensando do time por deficiência técnica, fazendo sua última partida no dia 1º de julho contra o Flamengo, jogo válido pelo Campeonato Brasileiro da Série A.

### Vitória
Em agosto de 2012, o jogador assinou um contrato de empréstimo com o Vitória até maio de 2013. No rubro-negro baiano, também teve poucas chances e foi reserva durante toda sua passagem, retornando ao Fluminense ao final do contrato.

### Ponte Preta
Foi contratado pela Ponte Preta em julho de 2013. Chegou no clube desacreditado e depois de um período de adaptação se torna fundamental para equipe tendo um cântico entoado pela torcida em sua homenagem relembrando o gol com chapéu em Buenos Aires em cima da equipe do Velez Sarsfield. Foi fundamental na campanha da Sul-Americana 2013 e no acesso de brasileirão 2014 criando boa identidade com a torcida da Macaca.
No total, o jogador somou 110 jogos disputados pela equipe, além de 5 gols marcados.

### Internacional
Em 12 de dezembro de 2015, assinou com o Internacional um contrato com duração de 6 meses, com opção de renovação por mais dois anos e meio. Para contratar Bob, o Inter desembolsou R$ 2 milhões por 50% dos seus direitos econômicos.
O primeiro ano pelo Colorado fez 34 jogos e marcou apenas um gol.

### Volta à Ponte Preta
Em 16 de fevereiro de 2017, a Ponte Preta confirma o retorno de Fernando Bob via Twitter. O volante retornou ao time de Campinas por empréstimo até o fim de 2017.
Na temporada pela Macaca participou de 36 partidas sem marcar gols. Posteriormente rescindiu seu contrato com o Inter.

### Retorno ao Internacional
Após o fim do empréstimo, retornou ao Internacional.
Após o rebaixamento em 2016, o jogador ficou marcado pelo seu mal rendimento no clube, e após seu retorno, a diretoria do Inter afirmou não ter interesse em contar com Fernando Bob. O jogador ficou afastado por uma temporada, e no dia 31 de julho de 2018, rescindiu contrato com o Internacional.

### Boavista
Fernando assinou com o Boavista para o Campeonato Carioca de 2020.
Após o término do Campeonato, ficou sem atuar, retornando no Campeonato Carioca de 2021 pelo mesmo Boavista. Nesse ano, foram 9 partidas disputadas pela equipe carioca.

### Betim
Em fevereiro de 2022, assinou um vínculo com o Betim, válido até o final do Módulo II do Campeonato Mineiro.

## Títulos
Fluminense
- Campeonato Brasileiro: 2010

Vitória
- Campeonato Baiano: 2013

Internacional
- Recopa Gaúcha: 2016
- Campeonato Gaúcho: 2016

## Prêmios individuais
- Troféu Osmar Santos: 2010
- Troféu João Saldanha: 2011
- Seleção do Campeonato Gaúcho: 2016
- Seleção do Campeonato Paulista: 2017